# 5760 (année hébraïque)
5760 (hébreu : ה'תש"ס , abbr. : תש"ס) est une année hébraïque qui a commencé à la veille au soir du 11 septembre 1999 et s'est finie le 29 septembre 2000. Cette année a compté 385 jours. Ce fut une année embolismique dans le cycle métonique, avec deux mois de Adar - Adar I et Adar II. Ce fut la sixième année depuis la dernière année de chemitta.
En l'an 5760, l'État d'Israël a fêté ses 52 ans d'indépendance.

## Calendrier
Ce calendrier hébraïque de l'année 5760 donne les correspondances avec les dates du calendrier grégorien.
Le premier nombre dans chaque case correspond au jour du mois hébraïque. Les jours en couleurs sont des jours remarquables juifs ou israéliens.
| ◄◄ | 5760 | ►► |

## Décès
- Ted Arison
- Ofra Haza
- Walter Matthau

5755 - 5756 - 5757 - 5758 - 5759 - 5760 - 5761 - 5762 - 5763 - 5764 - 5765